# Rugby league
Rugby league är en variant av rugby. Sporten spelas i 13-mannalag och är mest utbredd i Storbritannien, Australien, Nya Zeeland och Frankrike. Det anses även vara nationalsport i Papua Nya Guinea. Spelet utövas även i något mindre omfattning i Ryssland, USA och Libanon.
Spelet uppstod under namnet "Northern Union" i England 1895 efter en tvist i frågan amatör-proffs.

Svenska landslagets plats världsrankningen var i november 2019 plats 30.